# Анти сир Леман
Анти сир Леман (фр. Anthy-sur-Léman) насеље је и општина у источној Француској у региону Рона-Алпи, у департману Горња Савоја која припада префектури Тонон ле Бен.
По подацима из 2011. године у општини је живело 1.953 становника, а густина насељености је износила 422,73 становника/km². Општина се простире на површини од 4,62 km². Налази се на средњој надморској висини од 425 метара (максималној 470 m, а минималној 372 m).

## Демографија
| 1962. | 1968. | 1975. | 1982. | 1990. | 1999. | 2011. |
| ----- | ----- | ----- | ----- | ----- | ----- | ----- |
| 494   | 579   | 896   | 1.121 | 1.383 | 1.767 | 1.953 |

График промене броја становника у току последњих година